# (49673) 1999 RA215
(49673) 1999 RA215, também escrito como (49673) 1999 RA215, é um objeto transnetuniano que foi descoberto no dia 13 de setembro de 1999, o mesmo é classificado como um cubewano.

## Características
(49673) 1999 RA215 tem uma magnitude absoluta (H) de 7.3 e possui um diâmetro com cerca de 153 km.

## Órbita
A órbita de (49673) 1999 RA215 tem um semieixo maior de 43,332 UA e um período orbital de cerca de 285 anos. O seu periélio leva o mesmo a 38,601 UA em relação ao Sol e o seu afélio tem uma distância de 48,063 UA do Sol.